# Scheuerfeld
Scheuerfeld ist eine Ortsgemeinde im Landkreis Altenkirchen (Westerwald) in Rheinland-Pfalz. Sie gehört der Verbandsgemeinde Betzdorf-Gebhardshain an.

## Geschichte
In einer Urkunde von 914, in der die Grenze des alten Pfarrsprengels Haiger festgehalten wurde, tauchte Scheuerfeld erstmals als Sciurefeld (sprich: Schürefeld) auf. Über die späteren Versionen Schürefeld, Schurfeld und Schurdfeld entwickelte sich der heutige Ortsname.
1481 nahmen Wolf und Wilhelm von Seelbach die Scheuerfelder Höfe und Güter als Lehen vom Grafen von Sayn entgegen. 1745 werden die drei Urhöfe (Oberscheuerfelder Hof, Beerhof und Niederscheuerfelder Hof) sowie der Hintenhof als abgabenfreie Junkergüter erwähnt. 1781 wurde zwischen der saynischen Verwaltung und dem damaligen Bürgermeister ein Pachtvertrag zugunsten der Scheuerfelder Bürger über das Hofgut Muhlau abgeschlossen. Später ging es durch Kauf an die Pächter über.
Die Inbetriebnahme der Siegtaleisenbahn 1861 und die damit verbundene wirtschaftliche Entwicklung ließ die Einwohnerzahl Scheuerfelds stark ansteigen.
Bevölkerungsentwicklung
Die Entwicklung der Einwohnerzahl von Scheuerfeld, die Werte von 1871 bis 1987 beruhen auf Volkszählungen:

Einwohnerentwicklung von Scheuerfeld von 1815 bis 2017 nach nebenstehender Tabelle

| Jahr | Einwohner |
| 1815 | 157       |
| 1835 | 215       |
| 1871 | 337       |
| 1905 | 684       |
| 1939 | 980       |
| 1950 | 1.210     |
| 1961 | 1.565     |
| 1970 | 1.892     |
| 1987 | 1.960     |
| 1997 | 2.207     |

| Jahr | Einwohner |
| 2000 | 2.215     |
| 2005 | 2.168     |
| 2006 | 2.155     |
| 2007 | 2.135     |
| 2008 | 2.127     |
| 2009 | 2.098     |
| 2010 | 2.093     |
| 2011 | 2.081     |
| 2012 | 2.094     |
| 2017 | 2.003     |

## Politik

### Gemeinderat
Der Gemeinderat in Scheuerfeld besteht aus 16 Ratsmitgliedern, die bei der Kommunalwahl 2024 in einer personalisierten Verhältniswahl gewählt wurden, und dem ehrenamtlichen Ortsbürgermeister als Vorsitzendem.
Die Sitzverteilung im Gemeinderat:
| Wahl | SPD | CDU | FWG | Gesamt   |
| ---- | --- | --- | --- | -------- |
| 2024 | 4   | 12  | –   | 16 Sitze |
| 2019 | 5   | 11  | –   | 16 Sitze |
| 2014 | 6   | 7   | 3   | 16 Sitze |
| 2009 | 5   | 7   | 4   | 16 Sitze |
| 2004 | 5   | 6   | 5   | 16 Sitze |

- FWG = Freie Wählergruppe Scheuerfeld e. V.

### Bürgermeister
Seit September 2014 ist Harald Dohm (CDU) Ortsbürgermeister. Bei der Kommunalwahl am 26. Mai 2019 wurde er mit 89,51 % wiedergewählt. Mit 87,8 % der Stimmen wurde Harald Dohm bei den Kommunalwahlen am 9. Juni 2024 erneut in seinem Amt bestätigt.
Ehemalige Ortsbürgermeister:
- 1964 bis 30. September 1985: Josef Dörner († 1995)[9]
- bis 2012: Bernd Stahl
- 2012 bis 2014: Katrin Klein (SPD)

### Wappen
| Wappen von Scheuerfeld | Blasonierung: „Unter goldenem Wellenschildhaupt durch einen silbernen Schrägbalken, belegt mit drei schwarzen Rauten, von Blau und Rot geteilt. Oben drei dreizeilige goldene Ähren mit sich kreuzenden Halmen. Unten eine goldene Spitzhacke (Schürfhacke) mit schrägrechts gestelltem Stiel.“ |
| Wappen von Scheuerfeld | Wappenbegründung: Das Wellenband stellt die Sieg dar. Der silberne Schrägrechtsbalken mit drei übereinander liegenden schwarzen Rauten weist auf die früheren Besitztümer der Herren von Seelbach hin. Drei goldene Ähren im blauen Feld symbolisieren die drei Urhöfe (Oberscheuerfelder Hof, Beerhof, und Niederscheuerfelder Hof) und den Bauernstand. Die goldene Schürfhacke im roten Feld weist auf die lange Zeit der Erzgewinnung am Ort und die Nennung der Siedlung Sciurefeld im Mittelalter hin. |

## Persönlichkeiten
- Gerhard Goebel (1933–2006), Bischof von Tromsø (Norwegen)

## Kulturdenkmäler
→ Liste der Kulturdenkmäler in Scheuerfeld

## Verkehr
Scheuerfeld verfügt über einen Bahnhof an der Siegstrecke, der durch die Regionalbahnlinie RB 90 (Westerwald-Sieg-Bahn) der Hessischen Landesbahn HLB, Betriebsbereich Dreiländerbahn nach dem Rheinland-Pfalz-Takt täglich im Stundentakt bedient wird. Zusätzlich halten im Nacht- und Berufsverkehr einzelne Züge des RE 9.
| Linie | Verlauf | Takt                                             |
| ----- | --- | ------------------------------------------------ |
| RE 9  | Rhein-Sieg-Express: Aachen Hbf – Aachen-Rothe Erde – Stolberg (Rheinl) Hbf – Eschweiler Hbf – Langerwehe – Düren – Horrem – Köln-Ehrenfeld – Köln Hbf – Köln Messe/Deutz – Porz (Rhein) – Troisdorf – Siegburg/Bonn – Hennef (Sieg) – Eitorf – Herchen – (Dattenfeld –)* Schladern (Sieg) – (Rosbach (Windeck) –)* Au (Sieg) – (Etzbach –)* Wissen (Sieg) – (Niederhövels – Scheuerfeld (Sieg) –)* Betzdorf (Sieg) – Kirchen – Brachbach (– Niederschelden – Eiserfeld (Sieg))* – Siegen Hbf * Halt einzelner Züge im Nacht- und Berufsverkehr Stand: Fahrplanwechsel Dezember 2023 | 60 min                                           |
| RB90  | Westerwald-Sieg-Bahn: (Kreuztal – Siegen-Geisweid – Siegen-Weidenau –)* Siegen Hbf – Eiserfeld (Sieg) – Niederschelden Nord – Niederschelden – Mudersbach – Brachbach – Freusburg Siedlung – Kirchen – Betzdorf (Sieg) – Scheuerfeld (Sieg) – Niederhövels – Wissen (Sieg) – Etzbach – Au (Sieg) – Geilhausen – Hohegrete – Breitscheidt (Kr Altenkirchen Ww) – Kloster Marienthal (wochentags zweistdl.) – Obererbach – Altenkirchen (Westerwald) – Ingelbach – Hattert – Hachenburg – Unnau-Korb – Nistertal-Bad Marienberg (– Büdingen (Westerw) – Enspel – Rotenhain) (zweistündlich) – Langenhahn – Westerburg – Willmenrod – Berzhahn – Wilsenroth – Frickhofen – Niederzeuzheim – Hadamar – Niederhadamar – Elz (Kr Limburg/Lahn) – Staffel – Diez Ost – Limburg (Lahn) * einzelne Züge an Werktagen Stand: Fahrplanwechsel Dezember 2024 | 60 min zus. Verstärkerzüge Betzdorf–Altenkirchen |

Scheuerfeld war auch Ausgangspunkt für die mittlerweile stillgelegte Bahnstrecke Scheuerfeld–Emmerzhausen (Westerwaldbahn).